# Estación de Alsasua
Estación de Alsasua vasútállomás Spanyolországban, Alsasua településen.

## Vasútvonalak
Az állomást az alábbi vasútvonalak érintik:
- Madrid-Hendaya-vasútvonal
- Castejón de Ebro–Alsasua-vasútvonal

## Kapcsolódó állomások
A vasútállomáshoz az alábbi állomások vannak a legközelebb:
- Estación de Araya (Madrid-Chamartín-Clara Campoamor, Madrid-Hendaya-vasútvonal)
- Estación de Alsasua-Pueblo (Estación de Castejón de Ebro, Castejón de Ebro–Alsasua-vasútvonal)
- Station Of Brinkola-Oñati (Gare d’Hendaye, Madrid-Hendaya-vasútvonal)